# Moraea modesta
Moraea modesta là một loài thực vật có hoa trong họ Diên vĩ. Loài này được Killick miêu tả khoa học đầu tiên năm 1954.